# Wilthen
Wilthen település Németországban, azon belül Szászország tartományban. Lakosainak száma 4756 fő (2023. december 31.).

## Népesség
A település népességének változása:
| Lakosok száma | 4977 | 4921 | 4671 | 4827 | 4756 |
|               | 2017 | 2019 | 2021 | 2022 | 2023 |